# Kylo Ren
Kylo Ren (född: Ben Solo) är en av huvudrollsfigurerna i Star Wars: The Force Awakens, spelad av Adam Driver. Han är son till Han Solo och Prinsessan Leia.

## Kortfattad biografi
Leia skickade iväg Ben till sin bror Luke Skywalker för att träna honom att bli en Jedi. Men han tillfångatogs av den mörka sidan för att få honom att ta över efter sin morfar, Darth Vader, under namnet Kylo Ren med Snoke som sin mästare. Då Kylo Ren hört talas om en karta som visar var Luke befinner sig efter att han gömt sig efter att han misslyckades i att träna en person till jediriddare började han leta reda på kartan. Efter att Han Solo såg Kylo Ren kidnappa Rey berättade han det för Leia, som bad honom att hämta hem honom. Han Solo åker till Starkiller Base där han träffar Kylo och får honom att ta av sig masken. Kylo berättar för honom att Ben är död och dödar sin pappa med sin ljussabel. Kylo hamnar i ett slagsmål med Rey på basen, Kylo blir skadad och förlorar och Rey flyr. Innan basen är totalförstörd ber Snoke General Hux att hämta Kylo som ska hjälpa honom slutföra sin träning.